# پرتو نور (آلبوم)
پرتو نور (به انگلیسی: Ray of Light) یک آلبوم از هنرمند اهل ایالات متحدهٔ آمریکا مدونا است که در ۲۲ فوریه ۱۹۹۸ منتشر شد.